# Suryabinayak
Suryabinayak (Nepali सूर्यविनायक) ist eine Stadt (Munizipalität) im Kathmandutal in Nepal und gehört zum Ballungsraum Kathmandu.
Die Stadt liegt im Südosten des Distrikts Bhaktapur und grenzt im Norden an die Distrikthauptstadt Bhaktapur. Sie entstand Ende Dezember 2014 durch Zusammenschluss der Village Development Committees (VDCs) Chitpol, Kautunje, Nankhel und Sipadol.
Das Stadtgebiet umfasst 24,5 km².

## Einwohner
Bei der Volkszählung 2011 hatten die VDCs, aus welchen die Stadt Suryabinayak entstand, 40.501 Einwohner (davon 20.021 männlich) in 9469 Haushalten.